# Fístula anal
Una fístula anal es una conexión anormal entre la superficie interna del canal anal y la piel que rodea la región perianal. La operación de una fístula es un procedimiento electivo, por lo general a causa de la incomodidad de un tracto que drena heces.

## Fisiopatología
Una fístula anal se genera de las glándulas anales, localizadas entre las dos capas de los esfínteres anales y que drenan al canal anal. Si la salida de las glándulas anales resultan bloqueadas, se forma un absceso, el cual, finalmente, protruye a la superficie de la piel perianal. El drenaje de los abscesos anorrectales produce la curación de un 50 % de los pacientes. El 50 % restante desarrollará una fístula anal. La fístula, por lo general, se origina de una cripta infectada, es decir, la apertura interna del absceso y se dirige en dirección opuesta, la apertura externa de la fístula. A menudo se puede predecir el curso de una fístula por las características del absceso que le antecedió.
Si la fístula es sellada y resultase infectada, se acumula pus en su interior, haciendo que reaparezca un absceso, repitiendo el proceso.

## Causas
Entre las causas que favoren las fístulas anales, se considera:
- Infección criptoglandular.[2]
- Trauma.[2]
- Enfermedad inflamatoria que afecta la región anorrectal.[2]
- Enfermedad inflamatoria intra-abdominal que drena hacia la piel, siendo la más común la ocasionada por enfermedad diverticular complicada.[2]

## Tipos
- Extraesfintérica. El trayecto va desde la piel perianal o perineal, atraviesa la fosa isquiorrectal y los músculos elevadores del ano llegando finalmente a la luz del recto.[2]
- Supraesfintérica: El trayecto asciende y pasa por encima del músculo puborrectal, para finalmente descender a través de la fosa isquiorrectal hasta llegar a la piel perianal.[2]
- Transesfintérica: El trayecto pasa a través del esfínter externo, ya sea a nivel bajo o alto, sin involucrar el músculo puborrectal.[2]
- Interesfintérica: Es la variedad más frecuente. Su trayecto se ubica entre los dos esfínteres, y por lo general el orificio secundario se encuentra en la piel periana.[2]
- Submucosa: Exclusiva de los esfínteres.[2]

## Cuadro clínico
Las fístulas anales de por sí no tienden a causar daño ni dolor, pero pueden ser irritantes por razón del drenaje de pus, así como la incomodidad de algunas fístulas de pasar material fecal por su luz. Además, los abscesos recurrentes pueden causar cierta morbilidad a corto plazo, como dolor e infección. Una fístula puede causar picazón y un absceso infectado puede causar enfermedad sistémica.

## Diagnóstico

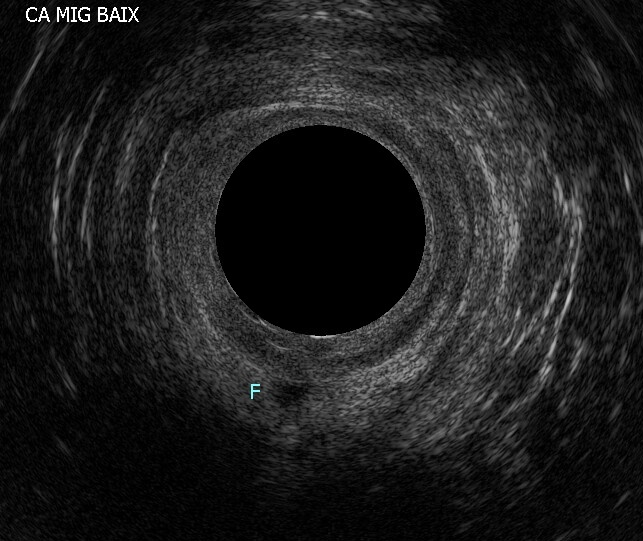
Fístula interesfinteriana en el canal anal inferior. Imagen ecográfica donde se marca la fístula con una letra F.

El diagnóstico de una fístula anal ocurre por un examen de la región perianal, bien en un ambulatorio o bajo anestesia con un anoscopio. A la inspección se puede visualizar la apertura de la fístula, aunque puede simplemente verse la piel enrojecida o indurada y dolorosa al tacto. En algunos casos es posible producir supuración al comprimir el área afectada. También es posible explorar la fístula introduciendo un instrumento que permite encontrar ambos extremos de la fístula.

## Tratamiento
El objetivo del tratamiento de un fístula anal es la prevención o erradicación de sepsis sin comprometer la capacidad de continencia del paciente.

### Infecciones
Algunos pacientes presentan una infección activa al reportar una fístula anal y ello requiere que la infección sea tratada antes de abordar la fístula misma. En casi todos los casos la infección se trata con antibióticos y previniendo la acumulación de pus, lo que formaría un nuevo absceso. En algunos casos se coloca un dispositivo de hule para mantener la fístula abierta y drenando.

### Tratamiento definitivo
El tratamiento específico de una fístula anal depende de la ubicación de la misma y del lado del esfínter anal que se encuentre.
Algunas opciones frecuentes incluyen:
- Mantener la fístula drenando por medio de seton,[3] aunque ello no cura definitivamente la aparición de la fístula.

- Apertura de la fístula por medio de una incisión y se permite que cicatrice desde el extremo interno hasta la piel. Esta opción no se emplea si la fístula atraviesa por completo el esfínter anal. En algunos casos puede dejar como secuela problemas de incontinencia fecal.

- Drenaje de la fístula por un seton en casos de que la fístula pasa a través del músculo del esfínter anal y a medida que vaya sanando la porción interna, se va halando el seton permitiendo que poco a poco vaya sanando la apertura. Algunos casos terminan con incontinencia fecal o de gases.

- Inyección de fibrina, un método explorado recientemente con variables reportes de éxito.[1] La técnica implica la inyección de una goma biodegradable, la cual, en teoría, cierra la fístula desde el interior hasta el exterior.[4]